# Jacob Larsen
 Ikke at forveksle med Jakob Larsen.
Jacob Søgaard Larsen (født 13. juni 1988 i Søllerød) er en dansk roer. Han har vundet to guld og en bronzemedaljer ved VM og to guldmedaljer ved EM i roning. Jacob Søgaard Larsen var med i letvægtsfireren der vandt sølv ved Sommer-OL 2016